# Sthenias javanicus
Sthenias javanicus es una especie de escarabajo longicornio del género Sthenias, tribu Pteropliini, subfamilia Lamiinae. Fue descrita científicamente por Breuning en 1940.
El período de vuelo ocurre durante el mes de abril.

## Descripción
Mide 14-20 milímetros de longitud.

## Distribución
Se distribuye por Laos.